# Hella Hammid
Hella Hammid, nata Hella Hilde Heyman (Francoforte sul Meno, 15 luglio 1921 – Los Angeles, 1º maggio 1992) è stata una fotografa statunitense, di origini ebraiche tedesche.

## Biografia
Proveniente da una famiglia ebraica di Kronberg nel 1937 emigrò negli Stati Uniti a New York e successivamente a Los Angeles dove aiutò la madre che aveva un'attività fotografica e dove fu assistente della pittrice tedesca Galka Scheyer, artista nella cui cerchia aveva amici quali Edward Weston, Stanton Macdonald-Wright, Frank Lloyd Wright, Rudolph Schindler, Paul Klee. Hammid poté accedere dall'autunno del 1940 alla Black Mountain College grazie alla conoscenza della madre che era in contatto con il pittore, allora docente presso la scuola, Josef Albers. Vi rimase per un semestre per poi tornare a New York, a malincuore, ma decisa a lavorare a causa delle sue difficoltà finanziarie.
Qui iniziò un nuovo capitolo della sua vita quando conobbe l'attrice e artista d'avanguardia Maya Deren, facendole da assistente e fotografa di scena in alcuni dei suoi cortometraggi come At Land (1944) e Ritual in Transfigured Time (1946). Anche Hella compare in veste di attrice con il nome di Hella Hamon. Un altro personaggio che all'inizio le faceva da assistente e da editore, e che Maya aveva sposato nel 1942, era il regista cecoslovacco Alexander Hammid (vero nome Alexandr Hackenschmied), autore fra l'altro del primo cortometraggio d'avanguardia cecoslovacco Bezúčelná procházka nel 1930. In seguito i due girarono alcuni film e documentari fino alla morte di lei nel 1961, nonostante il divorzio avvenuto nel 1947. L'anno successivo Alexander sposò Hella Heyman. Dopo il matrimonio, i coniugi Hammid si trasferirono a Manhattan ed ebbero due figli, Julia (1950) e Tino (1952–2015), anche lui fotografo.
Come fotografa non a contratto ha venduto le sue fotografie a varie riviste e rotocalchi prestigiosi tra i quali Life, Ebony, The Sun, The New York Times. Per la mostra universale The Family of Man il fotografo Edward Steichen scelse la sua immagine in controluce di due giovani ragazze italiane che ballano, mentre vengono osservate da bambini con alle spalle un edificio in pietra. Com'è noto la mostra è stata esposta nel 1955 al Museum of Modern Art a New York, e successivamente ha girato in molte città del mondo fino ad essere vista da nove milioni di visitatori. Quella immagine è stata inserita nel volume che raccoglie anche le sue immagini posteriori, Hella Hammid: Feminine Fate, pubblicato nel 2015. Una delle sue foto più famose, scattata nel 1977, ritrae la scrittrice Deena Metzger, nuda, sorridente, a braccia aperte, dopo aver vinto un cancro al seno con una mastectomia. L'immagine è diventata un poster noto come l'"Albero" o la "Guerriera".
Hella Heyman insegnò fotografia alla UCLA - Università della California di Los Angeles e fece ritratti a personaggi tra i quali Anaïs Nin e Benjamin Spock. Morì di cancro nella sua casa di Los Angeles.